# Émilie Rochedy
Émilie Rochedy née le 5 novembre 1994 à Valence, est une coureuse cycliste professionnelle française.

## Palmarès sur route
- 2015
  -  Championne de France sur route espoirs
  - 3e des Petites Reines de Sauternes
  - 3e du Tour de Haute Saintonge
  - 3e du coupe de France sur route
- 2016
  - Classement général de la coupe de France sur route espoirs
  - Grand Prix Fémin'Ain
  - 4e du coupe de France sur route